# 保陶波克洛希
保陶波克洛希，是匈牙利巴兰尼亚州所辖的一个村。总面积12.65平方公里，总人口346，人口密度27.4人/平方公里（2011年1月1日）。